# Railroad Worksong
Railroad Worksong — народная американская песня. Является классической блюзовой песней. Наибольшую известность получила в исполнении группы The Notting Hillbillies Missing...Presumed Having a Good Time.
В США существуют Центры традиционной культуры.
Один из них, находящийся в штате Алабама, занят сохранением афроамериканского музыкального наследия, в том числе и большой коллекции традиционных железнодорожных песен.

## Музыка и текст
Песня передаёт дух времени американского рабовладения, когда внутренние переживания рабов, их духовный мир являлись единственным средством защиты от унижений. Песня посвящена людям, превращённым в бесправных существ, которые не могут управлять своей жизнью. В песне увековечено выражение внутреннего освобождения, но она является в чём-то современной — как она была актуальна тогда, так она интересна и теперь.

[Railroad Worksong] — непосредственное обращение к слушателю посредством музыки и слов. Звучит очень мудро и спокойно— Английский музыкальный журналист Тимоти Вайт, Радиоинтервью, посвящённое выходу альбома

## Исполнение
О времени появления Railroad Worksong неизвестно, но имеется информация о том, что она исполнялась различными музыкантами:
- Марк Нопфлер упоминает, что слышал её «давно»[2] в исполнении Джесси Фуллера.
- В 1990 году песня была записана на дебютном альбоме группы The Notting Hillbillies под названием Missing...Presumed Having a Good Time в качестве заглавной. Фронтмен группы и продюсер альбома Марк Нопфлер в радиоинтервью заявил, что «… песня записана в очень свободной манере и подвергнута многим влияниям».[2]
- Песня исполнялась впоследствии каждым из участников первоначального трио 1986 года:
  - Стив Филлипс исполнял её соло в концертном турне 2002 года (Рим, 22—23 ноября)[3] и на мероприятии Pensa Guitars & Friends 2004 (17—19 сентября)[4].
  - Brendan Croker выпускал её на альбомах Boat trips in the bay, Time off, The Kershaw sessions, Not just a hillbilly… more like a best of.[5]
- В 1992 году был издан диск, включающий музыкальное наследие Джесси Фуллер, в который вошла песня.[6]
- В 2000-е годы группа Big Daddy Wilson and the Mississippi Grave Diggers выпустила ремикс песни.[7]
- 30 ноября 2006 года на amazon.com появился джазовый альбом Squat, включавший в себя песню Railroad Worksong[8]

## Видео
Существует два варианта видео в исполнении The Notting Hillbillies — видеоклип с чёрно-белыми кадрами кинохроники и видеозапись концерта 1990 года.
Также существует клип на ремикс группы Big Daddy Wilson and the Mississippi Grave Diggers.